# Walter Bressan
Walter Bressan (Oderzo, 1981. január 26. –) olasz labdarúgókapus.

## Játékos-pályafutása
Az Atalanta ifjúsági csapatában kezdte pályafutását, majd később alacsonyabb ligákba került, és a Serie B-ben játszott az Arezzo, a Grosseto, a Sassuolo és a Varese csapataiban. 2014-ben az akkor a Serie A-ban szereplő klubhoz, a Cesenához került tartalékkapusként, és a klub 2014-15-ös Serie A bajnoki utolsó mérkőzésén, a Torino elleni 0-5-ös vereség alkalmával debütált a Serie A-ban. A Chievónál töltött két szezon után 2017-ben vonult vissza, első csapatbeli szereplés nélkül.

## Pályafutása edzőként
Bressan 2017-ben kapusedzőként csatlakozott a Chievóhoz Rolando Maran irányítása alatt. A Chievót 2018-ban hagyta el, hogy csatlakozzon a Cagliari ifjúsági edzői stábjához, majd a következő évben előléptették az első csapathoz. 2020-ban követte Marant követte a Genova csapatához.
2021 júliusában visszatért a Cagliarihoz kapusedzőként Leonardo Semplici első csapatvezető irányítása alá, majd az utódok, Walter Mazzarri és Alessandro Agostini edzői stábjába is bekerült. A 2022-23-as szezonra szintén megerősítették szerepkörében, az új vezetőedző, Fabio Liverani alatt.

## jegyzetek
1. ↑  „Cagliari, definito lo staff tecnico di Semplici con alcune novità”, SpazioCalcio.it, 2021. július 10. (Hozzáférés: 2022. május 3.) (olasz nyelvű)
2. ↑  „Agostini nuovo allenatore del Cagliari”, Cagliari Calcio, 2022. május 3.. [2022. május 3-i dátummal az eredetiből archiválva] (Hozzáférés: 2025. április 20.) (olasz nyelvű)
3. ↑  Lo staff tecnico della prima squadra (olasz nyelven). Cagliari Calcio, 2022. június 8. [2022. június 18-i dátummal az eredetiből archiválva]. (Hozzáférés: 2022. június 8.)